# Новогвинейская змеиношеяя черепаха
Новогвине́йская змеиноше́яя черепа́ха (Chelodina novaeguineae) — вид черепах из семейства змеиношеих черепах.

## Описание
Карапакс овальный, уплощённый, длиной до 30 см, расширяется в задней части. Окраска пластрона варьирует от кремовой до жёлтой с чётко выделяющимися границами щитков. Шея относительно короткая и тонкая, составляет примерно 55—60 % длины карапакса. Голова и шея сверху оливково-коричневые, снизу кремово-жёлтые. Конечности оливково-коричневой окраски. Остальные незащищенные части светлые. Перепонки на лапах хорошо развитые. Конечности с длинными острыми когтями.

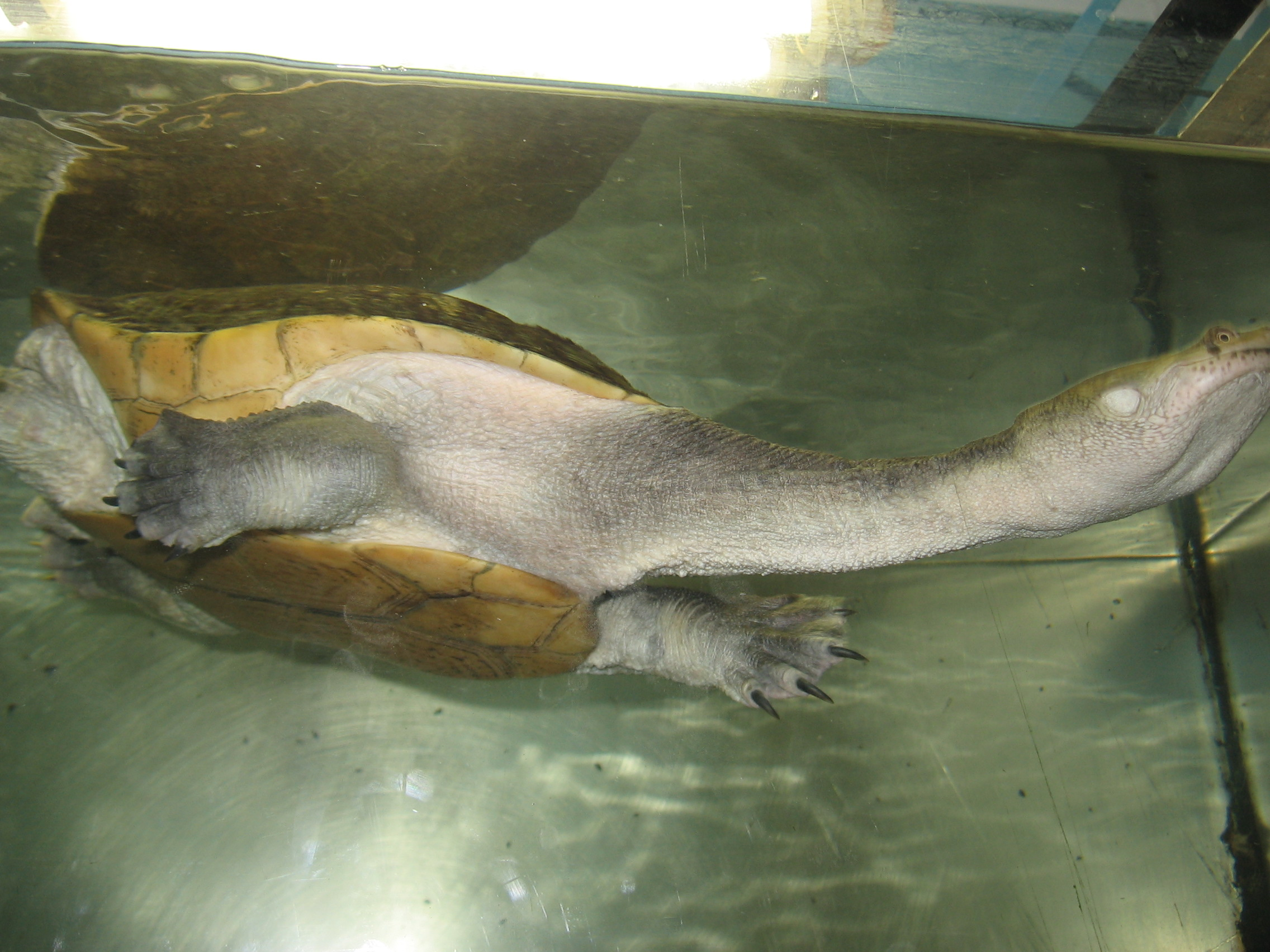
Новогвинейская змеиношейная черепаха в зоопарке города Северск

## Ареал
Юго-запад Папуа Новая Гвинея, от северо-восточной части Квинсленда, Австралия до региона на Северной Территории. Интродуцирована на остров Роти (Индонезия).

## Местообитания
Медленно текущие реки, ручьях, водоемы, болотах, мелководные лагуны.

## Питание
Рацион составляют: черви, насекомые, амфибии, мелкие рыбы, креветки, водные растения.

## Размножение
Характерны брачные ухаживания: самец плавает вокруг самки, затем начинает тереться подбородком о её карапакс. Когда его подбородок дотрагивается до основания шеи самки, самец пытается ухватить передними лапами её панцирь. Затем он забирается на самку, размещая свои задние лапы на её лапах. После спаривания, самец расслабляет хватку передних лап и всплывает в практически вертикальной позиции.
Черепахи откладывают яйца в сухой сезон. Самки привередливы в выборе гнездового участка. Яйца удлинённой формы, размером 29—31,5 x 20—22 мм. В кладке обычно 9—12 или 17—21 яиц, в зависимости от участка ареала. Инкубация длится 80—94 дней. Длина панциря вылупивших черепах примерно 3 см.